# Schillersdorf
Schillersdorf település Franciaországban, Bas-Rhin megyében. Lakosainak száma 413 fő (2022. január 1.). Schillersdorf Bischholtz, Ingwiller, Menchhoffen, Mulhausen, Obermodern-Zutzendorf és Uhrwiller községekkel határos.

## Népesség
A település népessége az elmúlt években az alábbi módon változott:
| Lakosok száma | 448  | 441  | 445  | 430  | 431  | 430  | 424  | 419  | 413  |
|               | 2013 | 2015 | 2016 | 2017 | 2018 | 2019 | 2020 | 2021 | 2022 |